# WASTE
WASTE est un protocole peer to peer et ami à ami ainsi qu'une partie de logiciel développé par Justin Frankel (co-inventeur de Gnutella) en 2003.

WASTE est aussi et surtout capable de maintenir un micro réseau (50 personnes maximum) dans lequel tous les échanges (chat, fichiers) sont totalement sécurisés (comprendre chiffrés) et « invisibles » hors de ce réseau.
De nombreux développeurs ont modifié et amélioré le client WASTE et le protocole. L'édition hébergée sur SourceForge.net est considérée par plusieurs être la branche de développement "officielle", mais il y a de nombreux forks.
WASTE emploie le procédé de chiffrement RSA.

## Origine du nom
WASTE est un acronyme de "We Await Silent Tristero's Empire", une référence à la nouvelle de Thomas Pynchon : Vente à la criée du lot 49.

## Histoire
En 2003, moins de 24 heures après sa sortie, WASTE est retiré du site de téléchargement par AOL, l'entreprise mère de l'entreprise Nullsoft (dont Justin Frankel est le fondateur). La page originale est remplacée par un communiqué déclarant que redistribuer ce logiciel n'était pas autorisé et qu'aucun droit légal à faire cela n'était détenu par les personnes qui l'avaient téléchargé, en dépit de déclaration originale indiquant que le logiciel était sorti conformément aux termes de la licence GNU General Public License.

Nullsoft interdit toute utilisation de WASTE et demande à ceux qui ont eu le temps de télécharger le programme d’en détruire toutes les copies.
Mais il est trop tard et le logiciel, diffusé avec ses sources, sera diffusé par d'autres personnes.

« Selon une rumeur circulant sur Slashdot, c’est l’auteur de Winamp et de Gnutella en personne qui, mis à l’écart du développement de la version 3 de Winamp par Nullsoft, se serait vengé en lâchant cette nouvelle bombe à retardement pour les éditeurs de contenus numériques.. »